# Jérôme Haehnel
Jérôme Haehnel (ur. 14 lipca 1980 w Miluzie) – francuski tenisista.

## Kariera tenisowa
W 1998 roku, jeszcze jako junior, Haehnel wygrał wspólnie z Julienem Jeanpierrem grę podwójną chłopców podczas Australian Open.
Jako zawodowy tenisista startował w latach 1998–2009.
W grze pojedynczej swój największy sukces odniósł w październiku 2004 roku, zwyciężając w zawodach rangi ATP World Tour w Metzu. Do turnieju przystąpił po wcześniejszym przejściu kwalifikacji, a w spotkaniu o tytuł pokonał Richarda Gasqueta.
W rankingu gry pojedynczej Haehnel najwyżej był na 78. miejscu (21 lutego 2005), a w klasyfikacji gry podwójnej na 91. pozycji (28 maja 2007).

### Finały w turniejach ATP World Tour
| Nazwa                         |
| ----------------------------- |
| Wielki Szlem                  |
| Igrzyska olimpijskie          |
| Tennis Masters Cup            |
| ATP Masters Series            |
| ATP International Series Gold |
| ATP International Series      |

#### Gra pojedyncza (1–0)
| Końcowy wynik | Nr | Data                 | Turniej | Nawierzchnia  | Przeciwnik      | Wynik finału |
| ------------- | -- | -------------------- | ------- | ------------- | --------------- | ------------ |
| Zwycięzca     | 1. | 17 października 2004 | Metz    | Twarda (hala) | Richard Gasquet | 7:6(9), 6:4  |